# San Bernardino Verbano
San Bernardino Verbano – miejscowość i gmina we Włoszech, w regionie Piemont, w prowincji Cusio Ossola. Położona około 120 kilometrów na północny wschód od Turynu i około 2 kilometrów na północny zachód od Verbanii.
Według danych na rok 2004 gminę zamieszkiwały 1152 osoby, 44,3 os./km².